# StepMania
StepMania ist ein quelloffenes Rhythmus-Spiel für Windows, Linux und macOS.

## Spielprinzip

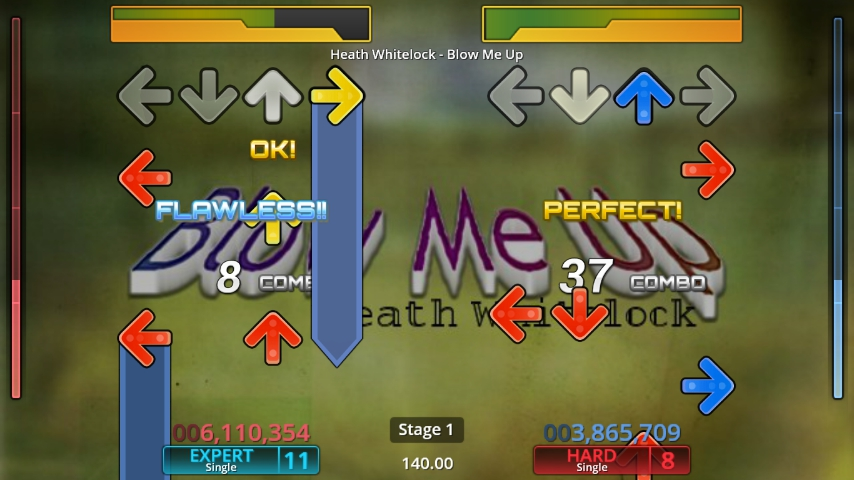
Bildschirmfoto von Version 5.0.5

Auf dem Bildschirm erscheinen synchron zur Musik Pfeile, die der Spieler rechtzeitig mit dem Fuß auf einer Tanzmatte betätigen muss. Mit einer weiteren entsprechenden Matte können zwei Spieler um die Wette tanzen.

## Verbreitung
StepMania ist für zahlreiche Linux-Distributionen verfügbar. Bei Sabayon Linux und der Ubuntu Ultimate Edition liegt es auf den Installationsmedien vor.

## Rezeption
StepMania ist ein Partyspiel, das durch die zahlreichen Spielmodi und ständigen Nachschub an neuen Stücken durch die Gemeinschaft lebt. Es kann auch als motivierendes Mittel zur Gewichtsreduktion und Erhöhung der eigenen Fitness dienen.